# Gustav Spangenberg (Jurist)
Gustav Spangenberg (* 10. März 1884 in Dömitz; † 10. Dezember 1972 in Schwerin) war ein deutscher Jurist und Oberkirchenratspräsident. 

## Leben
Gustav Spangenberg, Sohn des gleichnamigen Apothekers Gustav Spangenberg (* 1853), besuchte das Friedrich-Franz-Gymnasium in Parchim bis zum Abitur 1902. Er studierte Rechtswissenschaften an den Universitäten Rostock, Freiburg im Breisgau, Münster sowie ab Mai 1904 wieder an der Universität Rostock.
Nach seinem Examen trat er in den Justizdienst des Großherzogtums Mecklenburg-Schwerin und wurde am 30. April 1906 zum Referendar ernannt. 1910 bestand er die zweite juristische Prüfung und wurde Gerichtsassessor. Von 1914 bis 1922 war er als Staatsanwalt tätig. 1922 kam er als Amtsgerichtsrat an das Amtsgericht Schwerin, wo er bis 1945 tätig war.
Nach der Machtübernahme der nationalsozialistischen Deutschen Christen in der Evangelisch-Lutherischen Landeskirche Mecklenburgs beriet er den mecklenburgischen Bruderrat, das Leitungsgremium der Bekennenden Kirche. Zusammen mit dem pensionierten Oberlandesgerichtspräsidenten Hans Eberhard verfasste er ein juristisches Gutachten, nach dem das Landeskirchenführergesetz vom 13. September 1933 und alle darauf fußenden Kirchengesetze und Verordnungen nichtig waren, und das die Grundlage für die Rechtsansprüche der kirchlichen Opposition im Kirchenkampf in Mecklenburg bildete.
Nach dem Ende des Zweiten Weltkriegs wurde er im Juni 1945 vom Landesbruderrat mit der einstweiligen Führung der Geschäfte des Oberkirchenrats beauftragt und 1946 als Nachfolger von Hermann Schmidt zur Nedden zum Oberkirchenratspräsidenten berufen. Daneben war er Vorsitzender des Landesvereins Innere Mission in Mecklenburg und stellvertretender Vorsitzender im Disziplinarhof der EKD (östlicher Senat). 1959 ging er in den Ruhestand. 